# Thaiföld címere

A Garuda Thaiföld címereként

Thaiföld címerén egy mitikus madár, a Garuda látható, amelyet vörös színnel ábrázoltak. A szimbólum mind a hindu, mind a buddhista mitológiában használatos. A mitikus madár – amelynek a kultúrában több értelmezése is van – a thai címerben mint „Visnu járműve” jelenik meg. Emberi arca és törzse van, fején sárga színű fejdíszt (mongkut korona) visel, farktollai, lábai és karmai szintén sárgák.
A Garuda megjelenik Indonézia címerében és Ulánbátor város címerében is.

## Fordítás
- Ez a szócikk részben vagy egészben  az   Emblem of Thailand című angol Wikipédia-szócikk ezen változatának fordításán alapul.  Az eredeti cikk szerkesztőit annak laptörténete sorolja fel. Ez a jelzés csupán a megfogalmazás eredetét és a szerzői jogokat jelzi, nem szolgál a cikkben szereplő információk forrásmegjelöléseként.